# 브랜던 베이커
브랜던 베이커(Brandon Baker, 1985년 4월 28일 ~ )는 미국의 배우, 텔레비전 배우이다.
애너하임에서 태어났다.

## 영화
- 굿 데이 포 잇 (2010년)
- 킬링 자 (2010년)
- 러브 앤 댄싱 (2009년)
- 왕의 이름으로 (2007년)
- 폴 다운 데드 (2007년)
- 리빙 앤 다잉 (2006년)
- 핼로우스 엔드 (2003년)